# NGC 2674
NGC 2674 ist eine Spiralgalaxie vom Hubble-Typ Sa im Sternbild Hydra südlich der Ekliptik. Sie ist schätzungsweise 229 Millionen Lichtjahre von der Milchstraße entfernt.
Das Objekt wurde im Jahre 1886 von Ormond Stone entdeckt.